# 金刚山青年线
金刚山青年线（：／ Keumgangsan Cheongnyeonseon */?）是朝鲜民主主义人民共和国的一条铁路，连结安边郡和高城郡。曾为东海北部线的一部分，1937年12月1日全线通车。
全线为单线铁路，其中安边站至金刚山青年站为电气化区间，设16个车站。全长114.8km。
2024年10月，北韓單方面炸毀本線路連接南韓的路段。